# Rellotge d'escacs

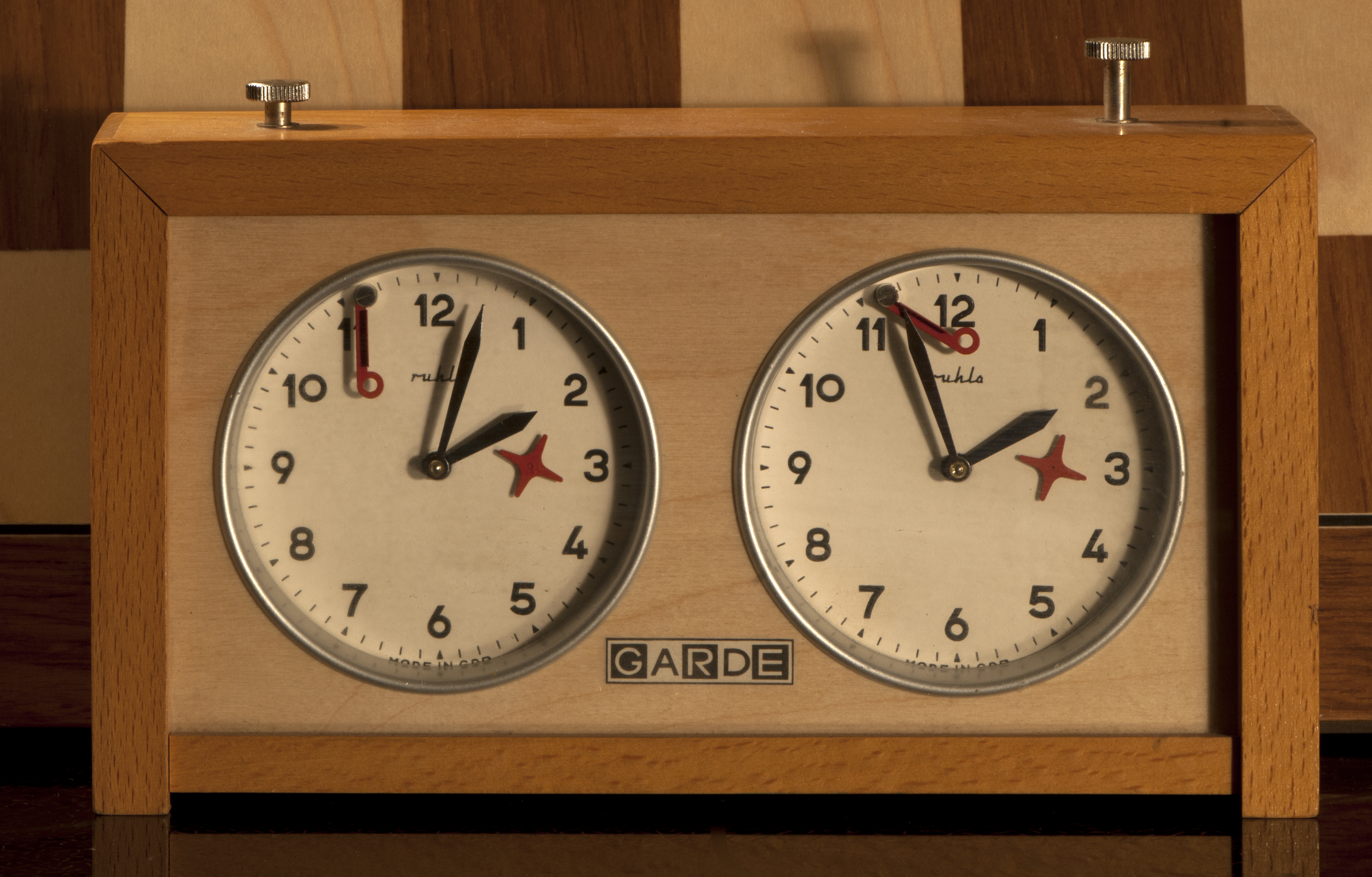
Rellotge d'escacs analògic

Un rellotge d'escacs és un sistema de dos rellotges acoblats per comptar el temps per a la reflexió assignat a cada jugador.
El sistema mecànic més comú el formen de dos rellotges autònoms, cadascun amb un dial propi, inserits a la mateixa caixa. Les busques giren en el mateix sentit de les agulles dels rellotges. El bloqueig es fa generalment mitjançant un botó a la part superior. El bloqueig d'un rellotge dispara l'altre rellotge i viceversa, mai poden funcionar simultàniament.
El pas del temps als rellotges analògics es mostra per la "caiguda de la bandera", un petit indicador de color que s'aixeca quan el minuter arriba a les onze (els últims cinc minuts del període) i que cau quan l'agulla arriba a les dotze. Si això succeeix, vol dir que el temps d'aquest jugador ha finalitzat i perd la partida.
També es poden fer servir rellotges digitals, molt més precisos. Tenen el mateix sistema de bloqueig i la funció de compte enrere. La seva aparició va permetre la introducció de cadències més complexes i, segons els seus autors, millor adaptades al joc: cadència Fischer, cadència Bronstein, etc.

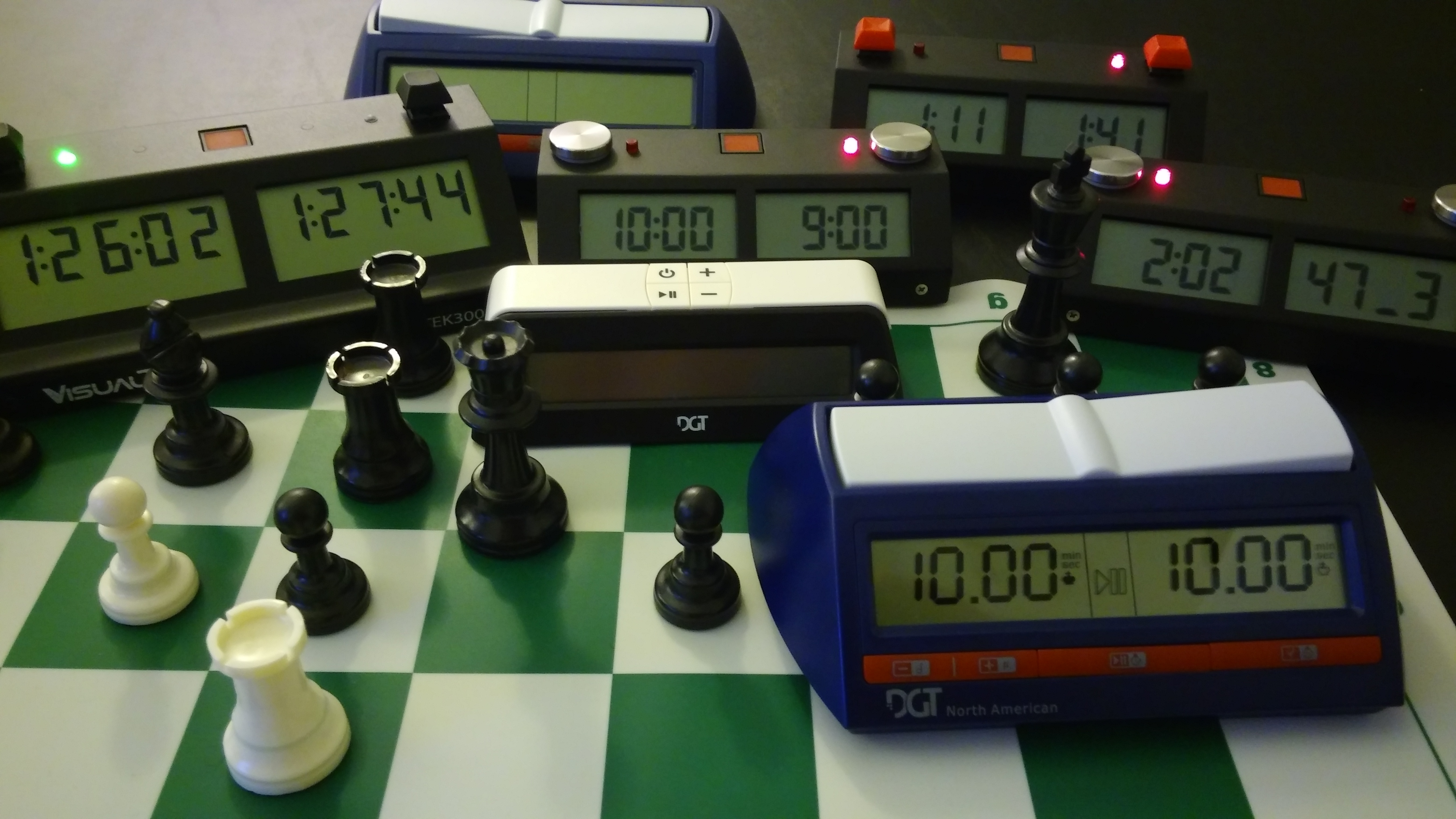
Rellotges d'escacs digitals

Existeixen diferents ritmes de joc. Des de les partides ràpides, amb 5 minuts per jugador, fins a les partides de ritme clàssic, amb 2 hores per jugador i una hora més un cop realitzada la jugada 40. La introducció dels rellotges digitals ha permès utilitzar nous tipus de controls del temps. Per exemple, el ritme normal de joc marcat per la Federació Internacional d'Escacs és de 90 minuts per cada jugador per a tota la partida, amb un increment de 30 segons per cada jugada realitzada. Això permet que al jugador sempre li quedin almenys 30 segons per realitzar la següent jugada.
És possible no donar el mateix temps a cada jugador, per exemple, en el cas d'un torneig amb jugadors amb algun tipus de minusvalidesa